# Cnemidophorus nigricolor
Cnemidophorus nigricolor là một loài thằn lằn trong họ Teiidae. Loài này được Peters mô tả khoa học đầu tiên năm 1873.